# Joan Marsh
Joan Marsh (10 de julio de 1913- 10 de agosto de 2000) fue una actriz cinematográfica estadounidense de películas mudas entre 1915 y 1921. Más tarde, durante la era del cine sonoro, reanudó su carrera actoral y actuó en una variedad de películas durante las décadas de 1930 y 1940.

## Biografía
Marsh, cuyo verdadero nombre era Dorothy D. Rosher, era hija de Lolita y Charles Rosher,  el cineasta favorito de la estrella del cine mudo Mary Pickford. Joan nació en Porterville, California, y solo tenía nueve meses cuando intervino en la película de Universal Pictures Hearts Aflame. En 1917 apareció también en A Little Princess y en no menos de otras cinco producciones en 1918, incluyendo la comedia dramática Women's Weapons para Paramount Pictures. Tras numerosos papeles de la misma índole, Joan se convirtió en una estrella infantil en filmes de Pickford tales como Daddy Long Legs y Pollyanna.
Tras un paréntesis dedicado a su educación, con catorce años volvió a trabajar en el cine, interpretando papeles de ingenua. En 1930 rodó The King of Jazz, en la que cantaba junto a Bing Crosby en el banco de un parque. En esa época Crosby era un desconocido, miembro de los "Rhythm Boys". Posteriormente Frank Borzage la eligió para un papel previsto para Janet Gaynor en la película Lucky Star, aunque en el último momento Gaynor fue la que hizo la película. Borzage le dio el nombre artístico de Joan Marsh, sustituyendo a su nombre verdadero, Nancy Ann Rosher. Anteriormente también había utilizado el nombre de Dorothy Rosher en títulos tales como Hearts Aflame. 
Joan consiguió un buen número de actuaciones como coprotagonista a lo largo de su carrera, aunque nunca fue capaz de hacer personajes más allá del de chica guapa. Finalmente acabó participando en una película insignificante, interpretada por William Haines, en la que únicamente tenía que decir una frase. 
En 1931, Marsh fue una de las 13 actrices nombradas como estrellas bebés WAMPAS.
En 1940, con 25 años, Joan se embarcó en lo realmente era una tercera carrera cinematográfica. Tres años antes se había casado con Charles Belden. Los dos se habían conocido después de que Marsh interpretara el papel de una ingenua en Charlie Chan On Broadway. Belden era el guionista del film. En los tres años siguientes a su matrimonio, ella actuó en un par de papeles menores como entretenimiento. Entonces Paramount Pictures la contrató para rodar The Road to Zanzibar (Camino de Zanzíbar), con Bing Crosby y Bob Hope, en la que interpretaba a la ayudante de un mago.  
En la década de 1930 Joan Marsh hizo papeles en apoyo de grandes estrellas tales como Greta Garbo, Joan Crawford, y Loretta Young. A pesar de todo ello, su estatus en Hollywood no cambiaba. Continuó haciendo papeles secundarios en películas de importancia y papeles protagonistas en producciones de serie B, como High Gear (1933), con James Murray.
El matrimonio de Joan con Charles Belden duró hasta 1943. Para entonces su carrera ya había finalizado. Posteriormente regentó una papelería en Hollywood. Falleció en Ojai, California, en el año 2000.